# The Berzerker
A The Berzerker ausztrál grindcore/death metal/indusztriális metal zenekar volt 1995 és 2010 között. Albumaikat az Earache Records dobta piacra. 1995-ös melbourne-i megalakulásuk óta öt stúdióalbumot jelentettek meg. Énekesük, Luke Kenny "indusztriális death metal"ként írta le a zenéjüket.

## Tagok
- Luke Kenny - ének
- Todd Hansen - dobok
- Damien Palmer - basszusgitár
- Ed Lacey - gitár
- Martin Barmheden - gitár
- Tim Aldridge - gitár

Korábbi tagok
- Sam Bean - basszusgitár
- David Gray - dobok
- Matt Wilcock - gitár
- Gary Thomas - dobok
- Filip Rutherfurd - dobok

## Diszkográfia
- The Berzerker (2000)
- Dissimulate (2002)
- World of Lies (2005)
- Animosity (2007)
- The Reawakening (2008)